# Sachsen-Tour 2009
25. edycja wyścigu kolarskiego Sachsen-Tour odbywała się od 22 do 26 lipca 2009 roku. Wyścig rozpoczął się w Dreźnie i tam się również zakończył. Najlepszym kolarzem tego wyścigu okazał się być Niemiec Patrik Sinkewitz z ekipy PSK Whirlpool-Author.

## Etapy
| Etap     | Data     | Start    | Meta         | Km    | Typ | Typ         |
| -------- | -------- | -------- | ------------ | ----- | --- | ----------- |
| I etap   | 22 lipca | Drezno   | Markkleeberg | 164,0 |     | pagórkowaty |
| II etap  | 23 lipca | Lipsk    | Eibenstock   | 194,0 |     | pagórkowaty |
| III etap | 24 lipca | Aue      | Meerane      | 176,0 |     | górski      |
| IV etap  | 25 lipca | Chemnitz | Sebnitz      | 182,0 |     | górski      |
| V etap   | 26 lipca | Drezno   | Drezno       | 146,0 |     | pagórkowaty |

### Etap 1:Drezno-Markkleeberg, 164,0 km
| Lp. | Zawodnik         | Zespół    | Czas        |
| --- | ---------------- | --------- | ----------- |
| 1   | André Greipel    | Columbia  | 03h 57' 56" |
| 2   | Alex Rasmussen   | Saxo Bank | + 0'00"     |
| 3   | Marcus Burghardt | Columbia  | + 0'00"     |

| Lp. | Zawodnik         | Zespół    | Czas        |
| --- | ---------------- | --------- | ----------- |
| 1   | André Greipel    | Columbia  | 03h 57' 46" |
| 2   | Alex Rasmussen   | Saxo Bank | +0'04"      |
| 3   | Marcus Burghardt | Columbia  | +0'04"      |

### Etap 2:Lipsk-Eibenstock, 194,0 km
| Lp. | Zawodnik            | Zespół     | Czas        |
| --- | ------------------- | ---------- | ----------- |
| 1   | Sebastian Langeveld | Rabobank   | 04h 50' 20" |
| 2   | Paul Martens        | Rabobank   | + 0'00"     |
| 3   | Dirk Müller         | Nutrixxion | + 0'00"     |

| Lp. | Zawodnik            | Zespół     | Czas        |
| --- | ------------------- | ---------- | ----------- |
| 1   | Sebastian Langeveld | Rabobank   | 08h 48' 06" |
| 2   | Marcus Burghardt    | Columbia   | + 0'01"     |
| 3   | Dirk Müller         | Nutrixxion | + 0'03"     |

### Etap 3:Aue-Meerane, 176,0 km
| Lp. | Zawodnik           | Zespół        | Czas        |
| --- | ------------------ | ------------- | ----------- |
| 1   | Patrik Sinkewitz   | PSK Whirlpool | 04h 26' 20" |
| 2   | Maarten Tjallingii | Rabobank      | + 2'50"     |
| 3   | Thomas Fothen      | Milram        | + 2'50"     |

| Lp. | Zawodnik            | Zespół        | Czas        |
| --- | ------------------- | ------------- | ----------- |
| 1   | Patrik Sinkewitz    | PSK Whirlpool | 13h 14' 09" |
| 2   | Marcus Burghardt    | Columbia      | + 2'55"     |
| 3   | Sebastian Langeveld | Rabobank      | + 2'57"     |

### Etap 4:Chemnitz-Sebnitz, 182,0 km
| Lp. | Zawodnik            | Zespół   | Czas        |
| --- | ------------------- | -------- | ----------- |
| 1   | Sebastian Langeveld | Rabobank | 04h 21' 29" |
| 2   | Marco Pinotti       | Columbia | + 0'00"     |
| 3   | Jos van Emden       | Rabobank | + 0'02"     |

| Lp. | Zawodnik            | Zespół        | Czas        |
| --- | ------------------- | ------------- | ----------- |
| 1   | Patrik Sinkewitz    | PSK Whirlpool | 17h 35' 40" |
| 2   | Sebastian Langeveld | Rabobank      | + 2'45"     |
| 3   | Dirk Müller         | Nutrixxion    | + 2'52"     |

### Etap 5:Drezno-Drezno, 146,0 km
| Lp. | Zawodnik           | Zespół        | Czas        |
| --- | ------------------ | ------------- | ----------- |
| 1   | Thomas Lövkvist    | Columbia      | 03h 38' 58" |
| 2   | Silvere Ackermann  | Team Corratec | + 0'19"     |
| 3   | Maarten Tjallingii | Rabobank      | + 0'25"     |

| Lp. | Zawodnik            | Zespół        | Czas        |
| --- | ------------------- | ------------- | ----------- |
| 1   | Patrik Sinkewitz    | PSK Whirlpool | 21h 15' 03" |
| 2   | Sebastian Langeveld | Rabobank      | + 2'45"     |
| 3   | Dirk Müller         | Nutrixxion    | + 2'52"     |

## Klasyfikacje

### Klasyfikacja generalna
|    | Kolarz              | Zespół              | Czas        |  |
| -- | ------------------- | ------------------- | ----------- |  |
| 1  | Patrik Sinkewitz    | PSK Whirlpool       | 21h 15' 03" |  |
| 2  | Sebastian Langeveld | Rabobank            | + 2'45"     |  |
| 3  | Dirk Müller         | Nutrixxion          | + 0'25"     |  |
| 4  | Marcus Burghardt    | Columbia            | + 2'53"     |  |
| 5  | Maarten Tjallingii  | Rabobank            | + 2'53"     |  |
| 6  | Marco Pinotti       | Columbia            | + 2'58"     |  |
| 7  | Lars Boom           | Rabobank            | + 2'58"     |  |
| 8  | Paul Martens        | Rabobank            | + 3'01"     |  |
| 9  | Geert Steurs        | Topsport Vlaanderen | + 3'01"     |  |
| 10 | Jos van Emden       | Rabobank            | + 3'03"     |  |

### Zwycięzcy pozostałych klasyfikacji
- Klasyfikacja sprinterska:  Dirk Müller -  Team Nutrixxion Sparkasse
- Klasyfikacja górska:  Patrik Sinkewitz -  PSK Whirlpool-Author
- Klasyfikacja aktywnych:  Patrik Sinkewitz -  PSK Whirlpool-Author
- Klasyfikacja młodzieżowa U23:  John Degenkolb -  Thüringer Energie Team
- Klasyfikacja drużynowa:  Rabobank